# Sadeness (Part I)
Sadeness (Part I) is de eerste single van de Duitse projectgroep Enigma. Het nummer was de eerste van vier singles afkomstig van het debuutalbum MCMXC a.D. uit 1990. In oktober van dat jaar werd het nummer op single uitgebracht.

## Achtergrond
De plaat werd meteen de meest succesvolle van de groep en werd een wereldwijde hit. In vijftien landen (Nederland, België, het Verenigd Koninkrijk, Ierland, Duitsland, Oostenrijk, Zwitserland, Frankrijk, Italië, Spanje, Zweden, Noorwegen, Portugal, Griekenland en Canada) werd de plaat een nummer 1-hit, evenals in de Eurochart Hot 100.   
In Nederland was de plaat op donderdag 8 november 1990 TROS Paradeplaat op de befaamde TROS donderdag op Radio 3 en werd mede hierdoor een gigantische hit in de destijds twee hitlijsten op de nationale publieke popzender. De plaat bereikte de nummer-1 positie in zowel de Nederlandse Top 40 als de  Nationale Top 100. 
Ook in België bereikte de plaat de nummer-1 positie in   zowel de voorloper van de Vlaamse Ultratop 50 als de Vlaamse Radio 2 Top 30. In Wallonië werd géén notering behaald.
Sadeness Part I gaat over de seksuele verlangens van Markies de Sade, vandaar de naam Sadeness, als woordspeling van het Engelse woord sadness (Engels voor droefheid). Na Sadeness kwam Mea Culpa (Part II), een soort vervolg, al was dit nummer minder populair dan Sadeness zelf. In 2016 volgde een tweede vervolg, Sadeness (Part II) met de zang van Anggun.
In de sinds december 1999 jaarlijks uitgezonden NPO Radio 2 Top 2000 van de Nederlandse publieke radiozender NPO Radio 2 stond de plaat van 2000 t/m 2019 in de lijst der lijsten, met als hoogste notering een 580e positie in 2000.

## Videoclip
In de videoclip is een scholier te zien, misschien een verwijzing naar de markies, die in slaap valt in zijn kamer onder het schrijven. Dan heeft hij een fantastische verlichtende droom, hij loopt door een ruïne van een kathedraal en komt daarna bij een deur, waarschijnlijk de "verboden deur", als je kijkt naar het albumconcept. Achter de deur staat een mooie jonge vrouw (gespeeld door 't Franse model Cathy Tastet), die de tekst van het nummer naar hem fluistert; Sade, dis-moi Sade, donne-moi (vertaald: Sade, vertel me Sade, geef me). De man draait zich om en wil vluchten, maar door zijn verlangens wordt hij teruggezogen door de deur. Op dat moment wordt de man wakker, waarmee het nummer eindigt.
In Nederland werd de videoclip destijds op televisie (Nederland 2) uitgezonden door Veronica in de tv-versie van de Nederlandse Top 40 en in het popprogramma Countdown en door de TROS in het popprogramma Popformule.

## Trivia

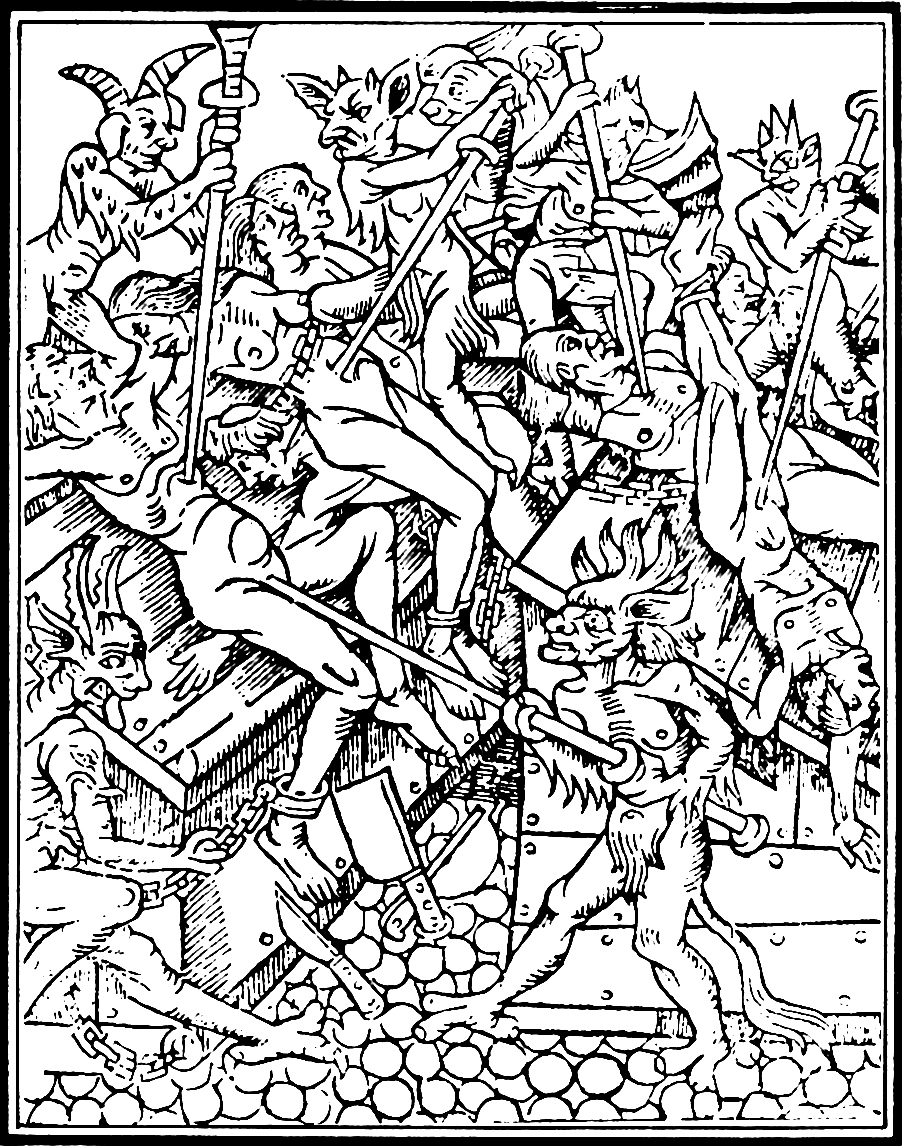
The Torment of the Nails, waarvan een deel wordt afgebeeld op de hoes van Sadeness (part I)

- Het nummer wordt gebruikt als achtergrondmuziek in de film Charlie's Angels.
- De tekening op de hoes die achter de monnik met de rode kap te zien is, is The torment of the nails van Jean Cantarch uit 1551.
- De poort waar de monnik staat te wachten en uiteindelijk doorvliegt is gebaseerd op de Hellepoort van Auguste Rodin, te zien in Musée d'Orsay in Parijs.
- Op het nummer werd de kenmerkende shakuhachi-klank ingespeeld op een E-mu Emulator.[1]

## Hitnoteringen

### Nederlandse Top 40
| Hitnotering: 24-11-1990 t/m 23-02-1991 | Hitnotering: 24-11-1990 t/m 23-02-1991 | Hitnotering: 24-11-1990 t/m 23-02-1991 | Hitnotering: 24-11-1990 t/m 23-02-1991 | Hitnotering: 24-11-1990 t/m 23-02-1991 | Hitnotering: 24-11-1990 t/m 23-02-1991 | Hitnotering: 24-11-1990 t/m 23-02-1991 | Hitnotering: 24-11-1990 t/m 23-02-1991 | Hitnotering: 24-11-1990 t/m 23-02-1991 | Hitnotering: 24-11-1990 t/m 23-02-1991 | Hitnotering: 24-11-1990 t/m 23-02-1991 | Hitnotering: 24-11-1990 t/m 23-02-1991 | Hitnotering: 24-11-1990 t/m 23-02-1991 | Hitnotering: 24-11-1990 t/m 23-02-1991 | Hitnotering: 24-11-1990 t/m 23-02-1991 |
| Week                                   | 1                                      | 2                                      | 3                                      | 4                                      | 5                                      | 6                                      | 7                                      | 8                                      | 9                                      | 10                                     | 11                                     | 12                                     | 13                                     |                                        |
| -------------------------------------- | -------------------------------------- | -------------------------------------- | -------------------------------------- | -------------------------------------- | -------------------------------------- | -------------------------------------- | -------------------------------------- | -------------------------------------- | -------------------------------------- | -------------------------------------- | -------------------------------------- | -------------------------------------- | -------------------------------------- | -------------------------------------- |
| Nummer                                 | 29                                     | 11                                     | 2                                      | 1                                      | 2                                      | 2                                      | 2                                      | 2                                      | 5                                      | 12                                     | 17                                     | 23                                     | 40                                     | uit                                    |

### Nationale Top 100
| Hitnotering: 17-11-1990 t/m 16-03-1991 | Hitnotering: 17-11-1990 t/m 16-03-1991 | Hitnotering: 17-11-1990 t/m 16-03-1991 | Hitnotering: 17-11-1990 t/m 16-03-1991 | Hitnotering: 17-11-1990 t/m 16-03-1991 | Hitnotering: 17-11-1990 t/m 16-03-1991 | Hitnotering: 17-11-1990 t/m 16-03-1991 | Hitnotering: 17-11-1990 t/m 16-03-1991 | Hitnotering: 17-11-1990 t/m 16-03-1991 | Hitnotering: 17-11-1990 t/m 16-03-1991 | Hitnotering: 17-11-1990 t/m 16-03-1991 | Hitnotering: 17-11-1990 t/m 16-03-1991 | Hitnotering: 17-11-1990 t/m 16-03-1991 | Hitnotering: 17-11-1990 t/m 16-03-1991 | Hitnotering: 17-11-1990 t/m 16-03-1991 | Hitnotering: 17-11-1990 t/m 16-03-1991 | Hitnotering: 17-11-1990 t/m 16-03-1991 | Hitnotering: 17-11-1990 t/m 16-03-1991 | Hitnotering: 17-11-1990 t/m 16-03-1991 |
| Week                                   | 1                                      | 2                                      | 3                                      | 4                                      | 5                                      | 6                                      | 7                                      | 8                                      | 9                                      | 10                                     | 11                                     | 12                                     | 13                                     | 14                                     | 15                                     | 16                                     | 17                                     |                                        |
| -------------------------------------- | -------------------------------------- | -------------------------------------- | -------------------------------------- | -------------------------------------- | -------------------------------------- | -------------------------------------- | -------------------------------------- | -------------------------------------- | -------------------------------------- | -------------------------------------- | -------------------------------------- | -------------------------------------- | -------------------------------------- | -------------------------------------- | -------------------------------------- | -------------------------------------- | -------------------------------------- | -------------------------------------- |
| Nummer                                 | 79                                     | 50                                     | 21                                     | 6                                      | 1                                      | 2                                      | 2                                      | 2                                      | 2                                      | 2                                      | 4                                      | 13                                     | 20                                     | 33                                     | 44                                     | 61                                     | 98                                     | uit                                    |

### NPO Radio 2 Top 2000
| Nummer met noteringen in de NPO Radio 2 Top 2000 | '00 | '01 | '02 | '03 | '04  | '05  | '06  | '07  | '08  | '09  | '10  | '11  | '12  | '13  | '14  | '15  | '16  | '17  | '18  | '19  |
| ------------------------------------------------ | --- | --- | --- | --- | ---- | ---- | ---- | ---- | ---- | ---- | ---- | ---- | ---- | ---- | ---- | ---- | ---- | ---- | ---- | ---- |
| Sadeness                                         | 580 | 889 | 763 | 655 | 1176 | 1316 | 1115 | 1387 | 1094 | 1705 | 1495 | 1482 | 1071 | 1364 | 1477 | 1639 | 1869 | 1798 | 1978 | 1968 |

1. ↑  Een vetgedrukt getal geeft de hoogste notering aan.
2. ↑  2000 was het eerste jaar met een notering voor dit nummer.
3. ↑  Deze tabel is bijgewerkt tot en met de meest recente editie (2024).